# Ultima legge di Shermer
L'ultima legge di Shermer è un principio teorico proposto nel 2002 da Michael Shermer. Si tratta di un corollario alla terza legge di Clarke («Qualunque tecnologia sufficientemente avanzata è indistinguibile dalla magia»), che viene portata alle estreme conseguenze nell'ambito della riflessione su forme di vita extraterrestre molto avanzate tecnologicamente:
I caratteri tipicamente associati con la divinità sono l'onniscienza e l'onnipotenza. Shermer sostiene che, dal nostro punto di vista umano, è impossibile distinguere un dio che possieda questi caratteri in senso assoluto (ovvero che sia letteralmente onnisciente e onnipotente) da un'entità che li possegga solo apparentemente (ovvero che sia solo estremamente più sapiente e più potente di noi).